# Semioruga M2
El M2 fue un semioruga y un transporte blindado de personal empleado por Estados Unidos durante la Segunda Guerra Mundial. Su diseño se basó en los semiorugas franceses Citroën-Kégresse comprados en la década de 1930 para su evaluación. Utilizando piezas estándar suministradas por fabricantes estadounidenses de camiones para acelerar la producción y reducir costos, empezó a producirse por la White Motor Company en 1940.
El M2 fue inicialmente pensado para emplearse como un tractor de artillería, sin embargo, también fue utilizado por unidades de reconocimiento blindado. La International Harvester Company construyó el Semioruga M9, una variante de su semioruga M5, para cumplir el mismo papel.

## Historia
La Caballería del Ejército de los Estados Unidos había observado que sus automóviles blindados de exploración tenían problemas en tiempo lluvioso debido a que su peso ejercía alta presión sobre el suelo. Por lo que se decidió que el diseño semioruga debía ser evaluado por el Departamento de Armamento. A finales de la década de 1920, el Ejército de Estados Unidos compró varios vehículos Citroën-Kégresse de evaluación seguidos por una licencia para producirlos, construyendo el Departamento de Artillería del Ejército un prototipo en 1939.
En 1938, la White Motor Company tomó el tren de rodaje posterior Timken de un camión semioruga T9 y lo añadió a un M3 Scout Car, creando el Semioruga T7. Este vehículo tenía un motor poco potente. Cuando las unidades de artillería del Ejército estadounidense solicitaron en 1939 un vehículo de transporte para ser empleado como tractor de artillería, se desarrolló un vehículo con un motor más potente, que fue designado como Automóvil de Exploración Semioruga T14.
Para 1940, el vehículo había sido estandarizado como Semioruga M2. Se reconoció que el diseño del M2 tenía potencial para su empleo generalizado por la infantería mecanizada, que dio origen al Semioruga M3 con carrocería más grande. Tanto el M2 como el M3 entraron en producción a fines de 1940, con los contratos del M2 otorgados a las empresas Autocar Company, White y Diamond-T. El ejército recibió los primeros vehículos en 1941.
El M2 fue suministrado a unidades de artillería como tractor y transporte de municiones para el Obús M101 de 105 mm, así como a unidades blindadas de infantería para transportar escuadras de ametralladoras. También fue suministrado a unidades blindadas de reconocimiento, como una solución temporal hasta que pudiesen ser desplegados vehículos más especializados.
Entre 1942 y 1942, tanto el M2 como el M3 recibieron numerosas modificaciones en el tren de rodaje, motor y compartimientos de almacenamiento, entre otras cosas.
La producción total del M2 y sus variantes por la White fue de unas 13.500 unidades. Para cumplir las necesidades del Lend-Lease para los Aliados, la International Harvester Company produjo 3.5000 unidades del M9. El M9 era igual al M5 producido por la IHC, pero con distintos compartimientos de almacenamiento y además de emplear componentes mecánicos de la IHC, era más largo que el M2.   

## Historial de combate
Los primeros M2 fueron desplegados en 1941 y empleados en Filipinas, el norte de África y Europa por el Ejército estadounidense, así como en el Pacífico por los Marines. Unos 800 semiorugas M2 y M9 fueron enviados a la Unión Soviética. Muchos vehículos restantes que inicialmente estaban destinados al Lend-Lease, fueron transferidos a otros aliados de Estados Unidos, principalmente en América del Sur. Con frecuencia estos vehículos recibieron varias actualizaciones diseñadas para extender su vida útil. La Guardia Nacional nicaragüense recibió 102 semiorugas M2 en 1942, que fueron empleados durante la Revolución Sandinista de 1978-1979. El Ejército Argentino retiró del servicio sus últimos semiorugas M9 actualizados en 2006, para luego donarlos a Bolivia.
En 1947, la empresa finlandesa de maquinaria pesada Vanajan Autotehdas compró 452 semiorugas M2 de los lotes sobrantes de sus aliados occidentales ubicados en Francia y Alemania. Los vehículos fueron enviados sin blindaje. 359 unidades fueron transformadas en vehículos para despejar campos y bosques, algunos fueron canibalizados para piezas y 60 unidades fueron equipadas con ejes posteriores convencionales, siendo transformadas en camiones 4x4 o 4x2. Se les puso la marca Vanaja VaWh. Las últimas unidades fueron vendidas en 1952.

## Variantes

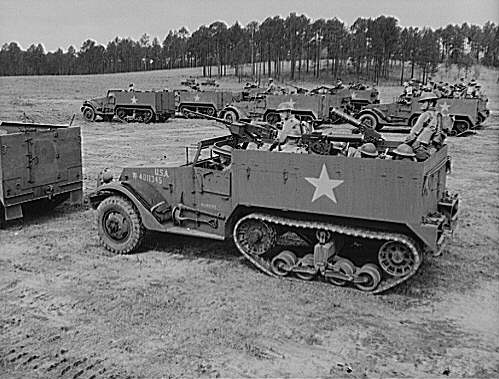
Un M2 en Fort Benning, Georgia, 1942. Obsérvese la carrocería más corta en comparación con los M3 (a la izquierda y al fondo) y las puertas con bisagras de los compartimientos de munición en el blindaje lateral.

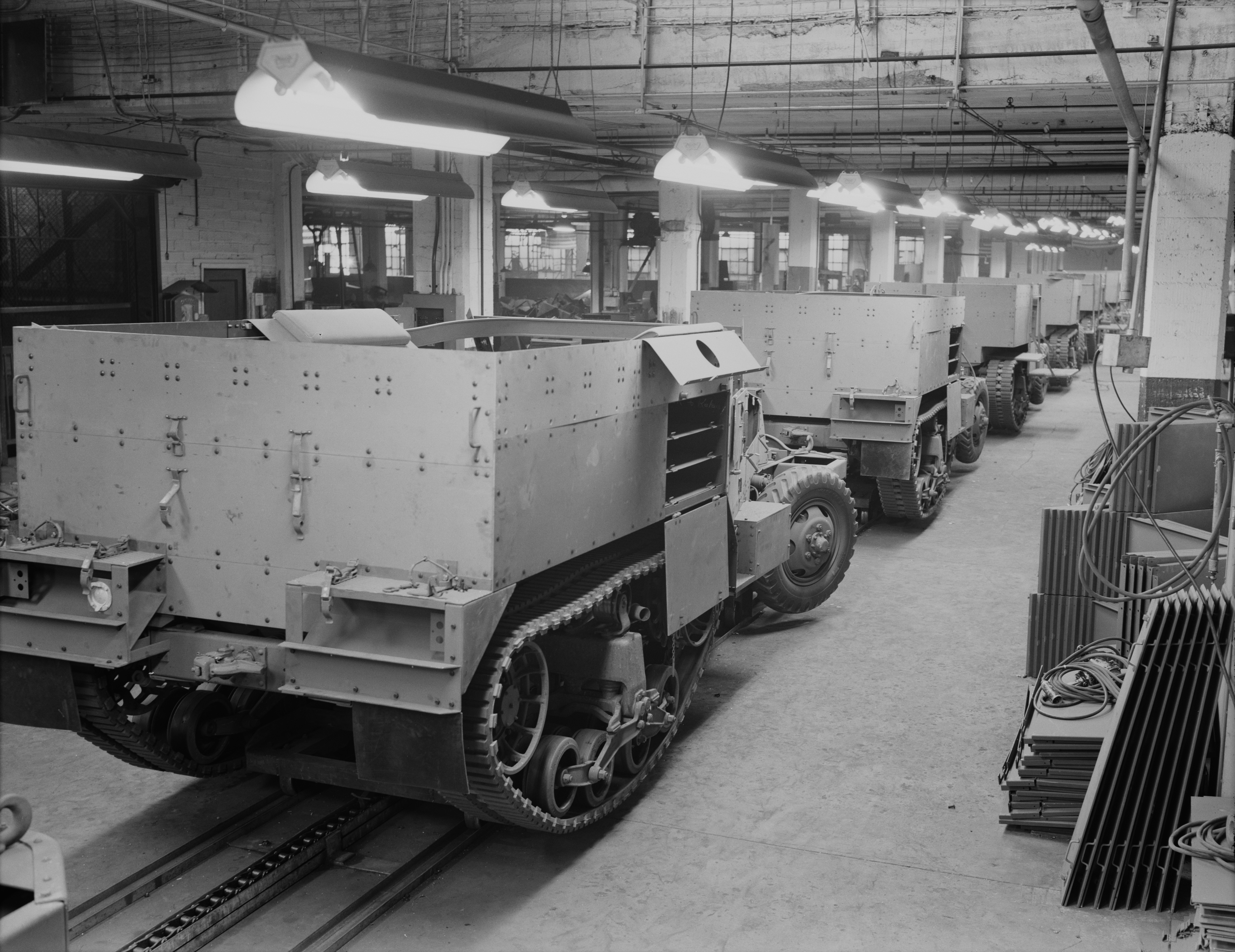
Semiorugas M2 parcialmente construidos avanzan a lo largo de una línea de ensamblaje.

### Tractores de artillería/vehículos de exploración
- M2 - Semioruga White como motor White 160AX. Equipado con un afuste sobre riel tubular, montando una ametralladora M2HB.
  - M9 - Semioruga construido por la International Harvester Company, desarrollado para complementar al M2 para el Lend-Lease, pero con una carrocería más larga que la del M2. Además, no tiene las puertas de acceso posteriores y exteriormente es muy parecido al M5, pero con una configuración interna distinta.
    - M9A1 - Como en el M2A1, un M9 con afuste para ametralladora M49. El M9A1 tiene una puerta posterior.

  - M2E6/M2A1 - Cualquier vehículo equipado con el afuste circular M49 para ametralladora sobre el asiento del copiloto. Con frecuencia se le instalaban tres afustes de pedestal para ametralladoras de 7,62 mm como modificación de campo.

### Cañones autopropulsados
- M4/M4A1 81mm MMC - Portamortero basado en el M2, armado con un mortero M1 de 81 mm. Se había pensado disparar el mortero desde el suelo, pero en caso de emergencia podía dispararse hacia atrás desde una base dentro del vehículo. La modificación A1 permitía transportar y disparar el mortero hacia adelante desde el interior del vehículo.
- M2 w/ M3 37 mm - Las unidades de infantería mecanizada del Ejército estadounidense supuestamente recibirían el M6 Gun Motor Carriage, basado en camiones ligeros Dodge. Con el fracaso general en combate de estos vehículos, algunas unidades retiraron el cañón M3 37 mm y su afuste, montándolos a bordo de semiorugas M2.

### Variantes antiaéreas
- T-1E1 - Cañón antiaéreo autopropulsado basado en el M2, con la parte posterior abierta y un afuste Bendix con dos ametralladoras M2 de 12,7 mm (.50). El afuste Bendix demostró ser ineficaz. No pasó de la etapa de prototipo.
  - T-1E2 - Un T-1 con afuste Maxson M33 en lugar dl afuste Bendix. El afuste M33 también montaba dos ametralladoras M2 de 12,7 mm (.50). Sería desarrollado en el T-1E4, basado en el semioruga M3.
  - T-1E3 - Un T-1 equipado con un techo parcial y una torreta Martin, la misma torreta dorsal del Boeing B-17 Flying Fortress. Demostró ser demasiado complejo e inadecuado respecto al espacio disponible en el semioruga M2. No pasó de la etapa de prototipo.
- T-28 CGMC - Cañón antiaéreo autopropulsado basado en el M2, armado con un cañón automático M1A2 37 mm flanqueado por dos ametralladoras M2 de 12,7 mm (.50). El blindaje lateral fue retirado para hacerle espacio al afuste. El proyecto fue cancelado en 1942, pero revivido ese mismo año, cuando se tomó la decisión de emplear el chasis más largo del semioruga M3 para la variante T-28E1.
- T-10 - Variante para probar la factibilidad de montar copias estadounidenses del cañón automático Hispano-Suiza HS.404 de 20 mm sobre afustes Maxson modificados. Desarrollado en la variante T-10E1 basada en el chasis más largo del semioruga M3.

## Usuarios
- Estados Unidos
- Argentina
- Bélgica
- Brasil
- Camboya
- Checoslovaquia
- Chile
- Filipinas
- Finlandia
- Francia
- Grecia
- Israel - 2.000 semiorugas M3/M9 modificados, en servicio con las FDI.
- Laos
- Líbano - El semioruga M3 estuvo en servicio con el Ejército libanés entre 1949-1970. Los semiorugas retirados de las FDI suministrados por Israel a las Fuerzas Libanesas y al Ejército del Sur del Líbano pasaron al Movimiento Amal, Hezbollah y el Ejército Libanés.
- México
- Paraguay - 23 aún en servicio.
- Polonia
- Portugal
- Reino Unido
- Unión Soviética
- Vietnam del Sur